# Rue Dongfeng (métro de Nanning)
À ne pas confondre avec les stations Rue Dongfeng (zh) et Rue Dongfeng sud (zh) du métro de Zhengzhou.
La station de la rue Dongfeng (chinois : 东风路站 / pinyin : Dōngfēng lù zhàn / zhuang : Camh Roen Dunghfungh) est une station de la ligne 2 du métro de Nanning. Elle est située de part et d'autre du boulevard Liangyu et de la rue Dongfeng, dans le district de Liangqing de la ville de Nanning, en Chine.
Ouverte pendant l'extension de la ligne 2 de 2020, elle comprend quatre entrées et une seule plateforme.

## Situation sur le réseau

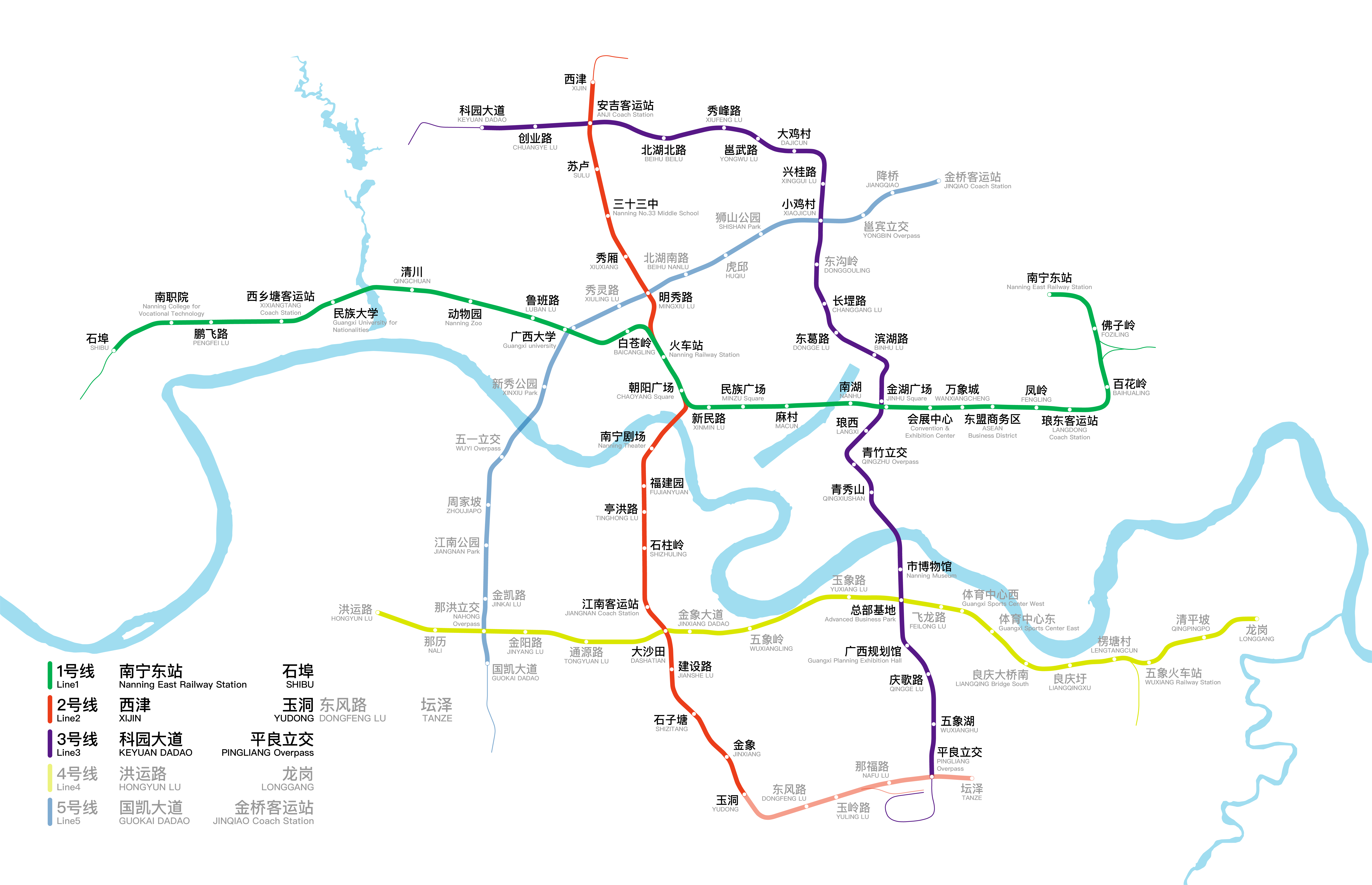
Plan du métro.

Établie en souterrain, Rue Dongfeng est située sur la ligne 2 du métro de Nanning, entre la station Yudong, en direction du terminus nord Xijin (zh), et la station Rue Yuling, en direction du terminus sud Tanze.

## Histoire
Le tracé de la ligne est décidé en juin 2014, avec une première phase comprenant 18 stations pour 21,2 kilomètres, coûtant environ 15.5 milliards de yuans. Les 18 premières stations ouvrent le 28 décembre 2017.
Le 26 mai 2017, la construction commence sur l'extension est à Rue Dongfeng. La nouvelle extension est inaugurée le 23 novembre 2020 et comprend cinq stations, qui prolonge le terminus de Yudong à Tanze. La salle de rechange pour bébés de 49 stations, dont rue Dongfeng, est rénovée en 2022.

## Services aux voyageurs

### Accès et accueil
Située de part d'autre du boulevard Liangyu (良玉大道) et de la rue Dongfeng (东风路), la station est accessible tous les jours, par quatre entrées différentes.
Station souterraine, elle dispose de trois niveaux :
| Niveau 0   | Entrées et sorties                     | Entrées et sorties                                         |
| Sous-sol 1 | Salle d'accueil                        | Service à la clientèle, boutiques et guichet libre-service |
| Sous-sol 2 |                                        | Ligne 2 Voie 1 : En direction de Xijin (zh)                |
| Sous-sol 2 | Quai central                           |                                                            |
| Sous-sol 2 | Ligne 2 Voie 2 : En direction de Tanze |                                                            |

### Desserte
Les premiers et derniers trains à direction de Xijin sont à 6h31 et 23h08 et ceux à direction de Tanze sont à 7h03 et 23h39.

### Intermodalité
La station est desservie par les lignes 21, 108 et B2 du réseau d'autobus de Nanning.

## À proximité
| Numéro                                         | Destinations proches            |
| ---------------------------------------------- | ------------------------------- |
| Sortie A                                       | Boulevard Liangyu, rue Dongfeng |
| Sortie B                                       | Boulevard Liangyu, rue Dongfeng |
| Sortie C                                       | Rue Dongfeng                    |
| Sortie D                                       | Rue Dongfeng                    |
| Légende： Ascenseur pour personnes handicapées |                                 |